# كيت تان
كيت تان مواليد 1953 (بالإنجليزية: Kit Tan)‏ هو عالم نبات اسكتلندي من أصل صيني.